# 九七式軽迫撃砲
九七式軽迫撃砲（97しきけいはくげきほう）は、大日本帝国陸軍の迫撃砲である。年式は皇紀2597年（昭和12年：西暦1937年）を示す九七式であるが、これは設計開始または試製完了年度から取ったものと思われる。実際の制式制定は1943年（昭和18年）3月であった。

## 概要
大日本帝国陸軍は毒ガス弾発射用として九四式軽迫撃砲を開発していたが、同砲は駐退復座機を装備していたので構造が複雑であり、生産効率が低く使い勝手が良くなかった。
本砲は九四式軽迫撃砲から駐退復座機を省略して運動性の向上と構造の簡略化を図ったものである。
1937年（昭和12年）10月設計に着手、翌年3月試製完了した。本砲の設計の要点であり難点は九四式軽迫撃砲の駐退復座機を廃し、大型の床板で発射反動を受け止めるものとされたことであった。同じく駐退復座機を廃した九七式中迫撃砲と同時に研究がなされた。床板の研究には長い時間が掛り、1940年（昭和15年）6月に漸く鋼製の本床板（床板「甲」）の下に樫板製の大型の副床板（床板「乙」）を敷く形で発射時の床板の陥没を防ぐことと決定した。床板「乙」を含めた重量は九四式軽迫撃砲を上回っている。仮制式上申は同年9月だが、制式制定は1943年（昭和18年）3月となった。
制式名は「九七式」であるが、後述のように本格的な生産が始まったのは制式制定後であると推測される。
大阪造兵廠第一製造所の調査によると1942年（昭和17年）10月現在までの生産数（火砲製造完成数）は159門であった。
太平洋戦線で、主に南方で使用された。